# Tunnel de Châtillon
Le tunnel de Châtillon est un tunnel autoroutier français situé dans l'Ain, emprunté par l'autoroute A40 (au km 105).

## Localisation
Le tunnel est situé sur le territoire de la commune déléguée de Châtillon-en-Michaille, à Valserhône.

## Historique
Le tunnel de Châtillon est mis en service en 1989 lors de l'ouverture de la section Sylans - Châtillon-en-Michaille de l'autoroute.
Initialement nommé « tunnel de la Crotte », du nom de la montagne qu'il traverse, il est débaptisé peu après sa mise en service pour prendre le nom de la commune.

## Caractéristique
Le tunnel de Châtillon est constitué de 2 tubes d'une longueur de 720 m chacun. Les deux tubes ne se situent pas dans le même plan ; le tube nord étant construit quelques mètres en dessous du tube sud.